# Tschitolian-Industrie
Das nach dem Bezirk Tchito im westafrikanischen Benin benannte Tschitolian (auch Tshitolien, Tshitolian) ist eine weitgehend jungpaläolithische Industrie (Later Stone Age oder LSA) im westlichen Zentralafrika und vor allem im Kongobecken um 15.000 BP. Es bildet mit der vorherigen Kultur des Lupemban, aus dem es hervorgegangen und mit dessen jüngerer Phase etwa zeitgleich ist, in seiner frühesten Phase zunächst einen Lupembo-Tschitolian-Komplex. Das Tschitolian ist weitgehend mikrolithisch bestimmt. (Zur Fachterminologie mit den Unterscheidungen Komplex, Industrie und Inventar sowie der Werkzeugkategorien (modes) m1 bis m5 siehe Urgeschichtliche Terminologie und Systematik.)

## Periodisierung, Datierung und Träger
Periodisierung und Datierung: Die Übergangszone des Lupembo-Tschitolian ist die letzte Phase des Mittelpaläolithikums (Middle Stone Age, MSA) im Kongobecken und Victoria-See-Bassin und gilt als früheste, noch stark von Lupemban-Elementen bestimmte Phase des Tschitolian, die regional wie im Bereich von Dundo in der Lunda-Norte-Provinz Angolas auch schon zum afrikanischen Jungpaläolithikum (Later Stone Age) gerechnet werden kann, in ihrer regionalen Struktur aber sehr heterogen ist. 

Insgesamt verlief die Entwicklung der mikrolitischen m5-Industrie in Zentralafrika in zwei regional unterschiedlich bestimmten Phasen:
1. In den Savannengebieten wie etwa in Sambia und Süd-Angola  traten Mikrolithen-Industrie bereits früh auf, etwa um 19.000 BP als sog. Nachikufan I, das aus dem Bambata-Komplex entstanden war. Als wichtige Fundstelle gilt hier die Matupi-Höhle im äußersten Nordosten der Demokratischen Republik Kongo. Das Matupi-Inventar scheint ein Alter von bis zu 40.000 Jahren zu haben und reicht in eine Zeit zurück, in der diese Höhle im Gegensatz zu heute etwas außerhalb des äquatorialen Regenwaldes lag.[3]
2. Bei der zweiten, späteren Phase entwickelte sich am Südrand des Regenwaldes das Tschitolian aus dem Lupemban.[4]

Allerdings scheint es nicht wie bisher angenommen einen allzu großen Gegensatz zwischen dem Tschitolian und seinen stärker mikrolithisch bestimmten „Konkurrenten“ zu geben. Vielmehr handelt es sich nach Phillipson auch hier wie im Falle des Lupemban um lokale Manifestationen einer sehr weit verbreiteten technologischen Tradition, die allerdings umwelt- und materialbedingte Varianten bzw. Inventare aufweist.
Eine früheste Datierung dieser Übergangsphase um 30.000 BP scheint trotz diesbezüglich großer Unsicherheiten angemessen; doch gibt es auch jüngere Inventare, etwa in der Demokratischen Republik Kongo (Kalina Point), wo 14.480 BP gemessen wurden, wobei es eine Übereinstimmung des Geräteinventars zu den Funden von Kalambo-Falls gibt, die ein Alter von 27.500 ± 2300 BP aufweisen. Der Kernbereich des eigentlichen Tschitolian in Angola liegt zwischen 14.000 BP als frühestem Zeitpunkt und 5000 BP (3000 v. Chr.) als spätestem. In Kinshasa mit seiner Spätphase des Tschitolian wird es in das späte 4. und beginnende 3. vorchristliche Jahrtausend datiert (Radiocarbondatierung). Ähnliche Industrien reichen bis in die nachchristliche Zeit und überlappen sich chronologisch mit den dortigen frühen Keramikkulturen, etwa bei Congo-Brazzaville um 2000 v. Chr.
Die Träger dieser Kultur, vermutlich Vertreter des Homo sapiens sapiens wie durchgehend im Spätpaläolithikum, kannten noch keine Keramik und vermutlich auch keinen Ackerbau. Wegen der vor allem in den Regenwaldgebieten kaum vorhandenen Hominidenfunde ist eine eindeutige Aussage hier aber kaum zu treffen. Insbesondere im westlichen Kongobassin gibt es keine Hominidenfunde (das saure Milieu des Regenwaldboden löst Knochen auf), so dass der für das Lupemban und Tschitolian verantwortliche Menschentyp unklar bleibt. Gelegentlich wurde angenommen, der Typus sei näher an den heutigen, besonders dunkelhäutigen Bewohnern Westafrikas als an den Buschmännern (Khoisan) des Ostens und Südens, wobei man inzwischen allerdings weiß, dass die genetischen Unterschiede zwischen beiden Gruppen gar nicht so groß sind. Auch das Verhältnis zu den heutigen Pygmäen ist eher unklar; sie scheinen jedoch körperliche Elemente von beiden Gruppen aufzuweisen.

Typisch für die damaligen Menschen ist, dass sie nun bevorzugt auf den Talsohlen siedeln und nicht mehr wie früher an den Abhängen. Man nimmt an, dass das mit dem Rückgang der immergrünen Wälder und Waldgalerien an Flussläufen zu tun hat, die möglicherweise nicht nur klimatische Ursachen hatten, wie sie im Verlauf der letzten europäischen, der Würm-Eiszeit, durch ein trockeneres und kälteres Klima auftraten, sondern auch durch menschliches Einwirken und Feuer zugänglicher wurden. Das für diese Periode typische Werkzeug ist jedenfalls eine mikrolithische Pfeilspitze mit Querschneiderfunktion, wie sie vor allem bei der Jagd auf Kleinwild unter den Bedingungen dichter Wälder eingesetzt werden.

## Verbreitung und Werkzeuginventar
Verbreitung: Die genaue geographische Ausdehnung der eigentlichen Tschitolian-Industrie ist unbekannt, auch weil es zwischen relativ nahe beieinander liegenden Fundstätten eine recht große Variationsbreite der Werkzeugtypen gibt. Neben dem zentralafrikanischen Kerngebiet, insbesondere dem Kongo-Bassin, finden sich ähnlich Inventare auch in Ostafrika (Orichinga-Tal). Das Ausdehnungsgebiet vergleichbarer Industrien reicht über Nordwest-Kongo bis nach Gabun und Kamerun. In Nord-Zaire (seit 1997 Demokratische Republik Kongo) lassen sich zwei möglicherweise zeitlich unterschiedliche Stufen des Tschitolian beobachten, die möglicherweise auf verschiedenen Umweltbedingungen (offenes Plateau vs. bewaldete Täler) beruhen oder aber saisonale Wanderungen der Bevölkerung zur Ursache haben.:
1. Eine vor allem auf höheren Ebene um Talsenken herum. Dort fanden sich große Mengen blattförmiger Spitzen und mit Schäftungsdorn versehene Pfeilspitzen als typischen Werkzeugen, dazu eine Anzahl größerer Zweiseitet.
2. Die andere, vor allem in dichter bewaldeten  Flusstälern, hat typische Mikrostichel (petits tranchets) und trapezförmigen Mikrolithen in ihrem Inventar.

Die Unterschiede scheinen jedoch eher umwelt- und materialbedingt zu sein als verschiedene Populationen zu repräsentieren. In beiden Bereichen gab es fein gearbeitete Beile und Äxte der Lupemban-Tradition in Kerntechnik, die allerdings kleiner als ihre Vorgänger sind. Aus dieser Fundverteilung schließt man, dass in den Galeriewäldern der Täler vor allem Großwild wie Nilpferd und Elefant gejagt wurden, zumal die dortigen Jagdlager auch größer waren, während auf den Plateaus die saisonale Jagd auf Antilopen stattfand. Tschitolian-Inventare in Gestalt eines späten Lupembo-Tschitolian finden sich vor allem im Bereich von Kinshasa. Sie ähneln denen der Dundo-Region und werden auf das 8. vorchristliche Jahrtausend datiert. Geometrische Mikrolithen fehlen hier, kommen jedoch in zeitgleichen Inventaren etwa am Leopold-See durchaus vor.
Werkzeuginventar: Man findet bereits während des Lupembo-Tschitolian eine generelle Verkleinerung sowie Verfeinerung und Vielfalt der Werkzeuge, etwa bei Kernbeilen und Spitzen, insbesondere bei gezähnten Stücken. Zugleich sieht man auch eine Verschiebung der Abschlagproduktion aus radialsymmetrischen Kernen hin zu Klingen mit parallelen Kanten.

Wichtigste Geräteform ist eine relativ kleine Blattspitze. Außerdem finden sich kleine Kratzer und meist dreieckige, oft seitlich abgestumpfte, trapezoide (sog. petits tranchets) oder halbmondförmige Mikrolithen. Neue Stichelformen tauchen auf, die aus abgesplitterten Abschlägen hergestellt wurden und wohl als Querschneider-Pfeilspitzen dienten, desgleichen Seitenschaber sowie seitlich abgestumpfte Abschläge. Die Levallois-Technik der Kernpräparation wird bei der Abschlag- und Klingenherstellung nun stets eingesetzt. Kernbeile und Lanzettspitzen (Lanceolates) werden allerdings weiterhin durch zweiseitiges Bearbeiten dickerer Bruchstücke zugerichtet. Pyramidenförmige und zweiseitig konische Klingenkerne nehmen zu. Weiter gibt es sehr kleine Picks (Spitzbeile zur Holzbearbeitung) und schon faustkeilartige Chopper. Die Entwicklung dieser Werkzeuge scheint ein allmählicher Prozess gewesen zu sein, der vor 14.000 bis 12.000 BP einsetzte. In den späteren Tschitolian-Stadien finden sich zusätzlich beilartige Geräte aus Felsgestein.

Die weitere Entwicklung der Tschitolian-Werkzeuge speziell im Dundo-Gebiet ist nicht sicher zu klären, jedoch scheint sie lange nach Beginn der Keramikherstellung  in ihren entwickelten Formen weiter bestanden zu haben, möglicherweise als spätes Tschitolian unter dem Einfluss der Träger der beginnenden Eisenzeit bis zur Zeitenwende, wobei die Träger des späten Tschitolian neolithische Techniken bereits in der Vor-Eisenzeit aufgenommen haben dürften. In der Endphase, in der man auch eine deutliche Beziehung zu den Inventaren in Kamerun und Äquatorialguinea findet, sieht man im unteren Kongogebiet dann immer mehr neolithische Geräte in den Fundkomplexen, was offensichtlich wie überdies Bodenbefunde mit agrartypischen Schlammablagerungen und durch massive Rodungen bedingte Erosionszeichen zeigen, mit frühem Ackerbau in Verbindung steht, der sich mit Tschitolian-typischen Inventaren bis weit ins erste nachchristliche Jahrtausend, ja teils als „Leopoldianische Neolithikum“ (nach Leopold II. von Belgien) bis ins 19. Jahrhundert fortsetzt. Dieses Phänomen tritt wiederum im Nordosten Angolas nicht auf. Andererseits benutzten persistierende Jäger-Sammler-Populationen vor allem in Südafrika sowie in Zentral- und Ostafrika (San, Khoikhoi, Pygmäen etc.) noch bis in neueste Zeit Werkzeuge des jungpaläolithischen Lupembo-Tschitolian-Typs.

## Der Acheuléen/Sangoan-Lupemban-Tschitolian-Komplex
John Desmond Clark identifizierte in seiner zusammen mit John Donnelly Fage herausgegebenen „Cambridge History of Africa“ zwei Komplexe des Early/Middle und Late Stone Age: ein Sangoan-Lupemban und ein Lupembo-Tschitolian. Das Sangoan bildet dabei im subsaharischen Afrika zusammen mit dem nachfolgende Lupemban und dem daran anschließenden Tschitolian eine Kultursequenz Acheuléen/Sangoan – Lupemban – Tschitolian, denn sowohl Sangoan und Lupemban wie auch Lupemban und Tschitolian überlagern sich teilweise und ergeben so zwei ineinander greifende Komplexe, die sich zum Gesamtkomplex Sangoan-Lupemban-Tschitolian zusammenfügen.

Siehe dazu Sangoan sowie zum Sangoan-Lupemban- und Lupembo-Tschitolian-Komplex die einzelnen Hauptartikel.